# Balatonvilágos
Balatonvilágos är ett samhälle i Somogy i Ungern. Balatonvilágos ligger i distriktet Siófok och har en area på 29,21 km². År 2019 hade Balatonvilágos totalt 1 216 invånare.